# GPR162
GPR162, G protein-spregnuti receptor 162, je protein koji je kod čoveka kodiran GPR162 genom.

## Literatura
1. ↑  Gloriam DE, Schioth HB, Fredriksson R (2005). „Nine new human Rhodopsin family G-protein coupled receptors: identification, sequence characterisation and evolutionary relationship”. Biochim Biophys Acta. 1722 (3): 235—46. PMID 15777626. doi:10.1016/j.bbagen.2004.12.001.
2. ↑  „Entrez Gene: GPR162 G protein-coupled receptor 162”.

## Dodatna literatura
- Ansari-Lari MA; Muzny DM; Lu J;  . (1996). „A gene-rich cluster between the CD4 and triosephosphate isomerase genes at human chromosome 12p13.”. Genome Res. 6 (4): 314—26. PMID 8723724. doi:10.1101/gr.6.4.314.
- Ansari-Lari MA; Shen Y; Muzny DM;  . (1997). „Large-scale sequencing in human chromosome 12p13: experimental and computational gene structure determination.”. Genome Res. 7 (3): 268—80. PMID 9074930. doi:10.1101/gr.7.3.268.
- Strausberg RL; Feingold EA; Grouse LH;  . (2003). „Generation and initial analysis of more than 15,000 full-length human and mouse cDNA sequences.”. Proc. Natl. Acad. Sci. U.S.A. 99 (26): 16899—903. PMC 139241 . PMID 12477932. doi:10.1073/pnas.242603899.
- Gerhard DS; Wagner L; Feingold EA;  . (2004). „The status, quality, and expansion of the NIH full-length cDNA project: the Mammalian Gene Collection (MGC).”. Genome Res. 14 (10B): 2121—7. PMC 528928 . PMID 15489334. doi:10.1101/gr.2596504.